# Dziun
Dziun, właśc. Magdalena Ciećka (ur. 19 marca 1979 w Inowrocławiu) – polska piosenkarka i modelka.
Jako modelka pracowała od 16 roku życia, pojawiając się na okładkach magazynów całego świata. 25 października 2011 roku ukazał się debiutancki album piosenkarki pt. A.M.B.A. Nagrania były promowane teledyskiem do utworu „Dobrze jest”, który wyreżyserował Florian Malak. Poza solową działalnością artystyczną Ciećka współpracowała z zespołem Indios Bravos.
Była w związku z raperem Jackiem „Tede” Granieckim oraz z aktorem Tomaszem Karolakiem. Poślubiła Franka Ferrera w 2022 roku.

## Dyskografia
Albumy
| Rok  | Tytuł                                                                     | Pozycja na liście |
| Rok  | Tytuł                                                                     | POL               |
| ---- | ------------------------------------------------------------------------- | ----------------- |
| 2011 | A.M.B.A - Data: 25 października 2011 - Wydawca: My Music/EMI Music Poland | 36                |

Notowane utwory
| Rok  | Tytuł         | Pozycja na liście | Album   |
| Rok  | Tytuł         | PRO               | Album   |
| ---- | ------------- | ----------------- | ------- |
| 2011 | „Dobrze jest” | 24                | A.M.B.A |

## Filmografia
- „Drogi” (2012, reżyseria: Małgorzata Ruszkiewicz)[8][9]